# 美山しぐれ
美山 しぐれ（みやま しぐれ）は、元宝塚歌劇団男役（元月組組長）。東京都出身。芸名は歌劇団で命名してもらった。宝塚歌劇団時代の愛称はおじいさま。

## 来歴・人物
1938年に28期生として、宝塚歌劇団に入団し、『世界の詩集』で初舞台を踏む。宝塚入団時の成績は29人中21位。
1963年に月組組長に就任。退団の年まで務めた。
1976年、宝塚歌劇団を退団。最終出演公演の演目は月組・東京宝塚劇場公演『赤と黒 』である。

## 宝塚歌劇団時代の主な舞台出演
- 『南の哀愁』- ジョテファ 役（1964年3月）
- 『レビュー・オブ・レビューズ』（1964年6月）
- 『ユンタ』 - 踊る男 役（1964年8月）
- 『ボン・ビアン・パリ』- フローベル 役（1965年1月）
- 『スペードの女王』 - アンドロヴィッチ 役（1965年5月）
- 『ファンタジア』 - 宝石店主人 役（1966年3月）
- 『ローレライ』 - サイモン 役（1966年9月）
- 『おーい春風さん』 - 親方 役／『霧深きエルベのほとり』 - ヨゼフ 役（1967年1月）
- 『オクラホマ!』 - スキドモア 役（1967年7月）
- 『アディオ・アモーレ』 - ルチアーノ 役（1967年10月）
- 『ラプソディ』 - 連隊長 役（1968年4月）
- 『ウエストサイド物語』 - シュランク刑事（1968年8月、1969年3月）
- 『嵐が丘』 - ケネス医師 役（1969年10月）
- 『四季の踊り絵巻』 - 花三番 役（1970年4月）タカラヅカEXPO'70（第一部）
- 『人魚姫』 - 魔女 役（1971年7月）
- 『ゴールド・ヒル』 - シュネル 役（1971年12月）
- 『さらばマドレーヌ』 - モントレー侯爵 役（1972年2月）
- 『グラン・ソレイユ』 - 百万長者 役（1972年7月）
- 『霧深きエルベのほとり』 - ヨゼフ 役（1973年5月）
- 『白い朝』- 与平 役（1974年1月）
- 『ベルサイユのばら』- メルシー伯爵 役（1974年8月）
- 『春鶯囀』- 老爺友次郎 役（1975年1月）
- 『恋こそ我がいのち』 - ピラール校長 役（1975年10月）

## 映画出演
- 『夕凪』- クロークの女A 役（1957年、東宝）